# كنود سونديرجارد
كنود سونديرجارد (بالنرويجية: Knud Søndergaard)‏ ناشط عالمي أصم ورئيس سابق للاتحاد الأوروبي للصم ، وُلد في 20 مارس 1936 في الدنمارك .

## سيرته
كنود أصبح أصما في سن الرابعة وذهب إلى مدرسة للصم في نيبورغ. شارك في مسابقة ديفلمبياد الصيفية لعام 1961 مع فريق الدنمارك في مسابقات السباحة. ثم انخرط في السياسة لشغل منصب رئيس الاتحاد الدانمركي لرياضات الصم، والرابطة الدنماركية للصم والاتحاد الأوروبي للصم وأيضًا لمنصب أمين لجنة رياضات الصم الدولية . حصل كنود على الدكتوراه الفخرية من جامعة جالوديت في 15 مايو 2009  لالتزاماته تجاه مجتمع الصم العالمي والدنمارك.

## حياته السياسية
- رئيس الاتحاد الأوروبي للصم:[4] 1990-2005
- رئيس جمعية الصم الدنماركية: 1985-؟
- أمين عام اللجنة الدولية لرياضة الصم : 1973-1997 [5]
- عضو الاتحاد العالمي للصم :
- رئيس الاتحاد الدانمركي لرياضات الصم:[3] 1971-1979

## ميداليات وجوائز
- ميدالية الشرف الفضية من ديفلومبياد في عام 1977 [6]
- ميدالية الشرف الذهبية ديفلمبياد في عام 1985 [6]
- جائزة Cast Berg في عام 1992 [7]
- عضو فخري في اللجنة الدولية لرياضة الصم منذ عام 1999.[8]
- شهادة فخرية من جامعة جالوديت في عام 2009 [9]
- جائزة إدوارد مينر جالوديت من جامعة جالوديت في عام 1988 [10]